# Mourzilka

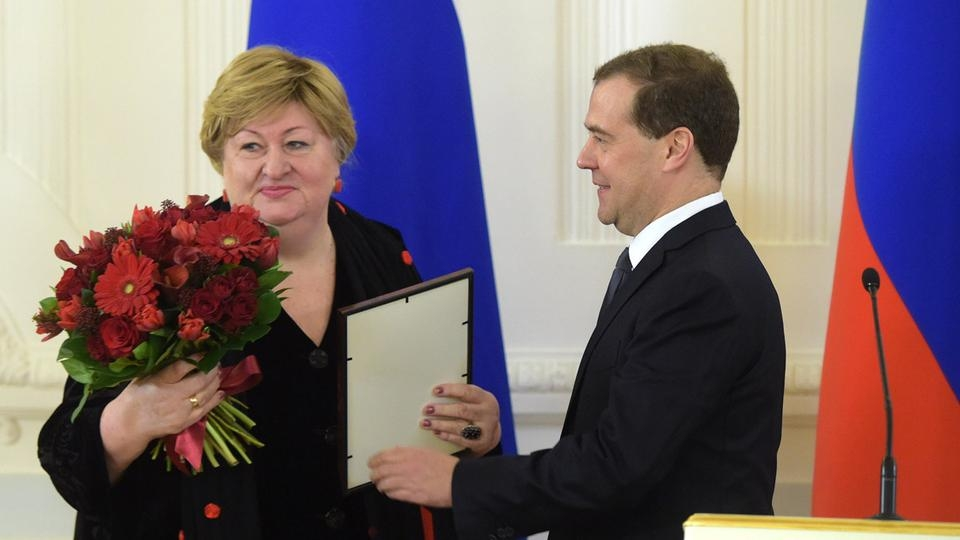
Rédacteur de Mourzilka Tatiana Androssenko reçoit le prix du gouvernement de Russie pour les médias des mains du président Dmitri Medvedev. 2015.

Mourzilka (en russe : Мурзилка) est un mensuel littéraire russe pour enfants de 6 à 12 ans, édité depuis 1924. Son tirage atteint 45 000 exemplaires en 2017.
Depuis sa fondation jusqu'en 1991, il était l'organe de communication du Comité Central du Komsomol et du Conseil Central de l'Organisation des Pionniers de toute l'Union soviétique. Après la dislocation de l'URSS, il est publié avec le soutien financier de l'Agence fédérale pour la presse et les communications de masse de la fédération de Russie.

## Histoire
Le 16 mai 1924, le premier numéro de Mourzilka parait en URSS.
En 1927-1928, le magazine publie un supplément Mourzilkina Gazeta.
Le premier à diriger le magazine fut le journaliste et homme politique Nikolaï Smirnov (1924-1927). Ensuite plusieurs journalistes se succèdent au poste de rédacteur en chef, la plupart du temps pour la durée d'un à deux ans. Ainsi, en 1937, puis en 1941-1942, le poste de rédacteur en chef du journal occupe l'écrivain Lev Kassil, l'auteur du Voyage imaginaire.
Dans les années 1920, le magazine propose à ses lecteurs principalement les histoires de la nature, des animaux et des jeux. Toutefois, l'esprit de propagande bolchevique est présent. Ainsi, le numéro de novembre 1925 affiche sur sa couverture de jeunes enfants, marchant en rangs sous le drapeau rouge, le fusil à la main. Les années 1930 marquent le retour de la culture traditionnelle plutôt que prolétarienne : le folklore, les grands poètes russes du passé, l’histoire impériale russe et les techniques classiques d’illustration. Un tournant vers la politisation et la militarisation à la fin des années 1930 a conduit à un nombre croissant d'articles qui glorifiaient les chefs du parti, notamment Staline, et accentuaient les thèmes et la langage militaires.
Lors de la Seconde Guerre mondiale, le journal se charge de l'éducation patriotique des jeunes soviétiques, mais aussi de l'introduction des thèmes de la souffrance, du danger, de la mort.
Dans le magazine ont commencé leur carrière les écrivains comme Samouil Marchak, Sergueï Mikhalkov, Boris Zakhoder, Elena Ilina, Agnia Barto, Nikolaï Nossov, Youri Koval, Vladimir Jeleznikov, Elena Blaguinina (ru). Avec Mourzilka collaborent les illustrateurs Viktor Tchijikov (depuis 1958), Gueorgui Koventchouk (depuis 1975) et Édouard Nazarov.
En 1974, le magazine a reçu l'ordre de l'Insigne d'honneur.
Dans les années 1977-1983, le magazine publie un feuilleton policier Les Douze agents de Yabeda-Koryabeda écrit et illustré par Aleksandr Semionov.
En 2011, le magazine a été répertorié dans le Livre Guinness des records comme l'édition pour les enfants avec la plus longue période d'existence.
Le 11 décembre 2014, à l'occasion du 90e anniversaire de la revue, le comité de rédaction de Mourzilka a reçu le prix du gouvernement de la fédération de Russie dans le domaine des médias - pour préservation des meilleures traditions de la littérature russe pour les enfants et la contribution à l'éducation de la jeune génération.

## Mascotte
Lorsque Mourzilka commence son existence, sa mascotte est un petit chien blanc apparaissant avec son maître - le garçon Petia.
En 1937, l'artiste Aminadav Kanevski (ru) crée un nouveau personnage, un animal entre le chiot et l'ourson jaune au béret rouge, avec l'écharpe et l'appareil photo en bandoulière tel un correspondant du magazine, il personnifie désormais Mourzilka. Les studios Soyouzmoultfilm à la fin des années 1950 - début des années 1960, créent leur propre Mourzilka, un petit bonhomme à la salopette, avec une touffe de cheveux rebelles qui devient le héros de plusieurs dessins animés. Dans le même temps, sur les pages du magazine Mourzilka continue à être représenté sous la forme d'un animal jaune, sans explication de l'affiliation de son espèce.

## Les rubriques
- Galerie d'art.
- Le Livre rouge.
- Parlons cœur à cœur.
- Voyage et découverte.